# Socialismo cristiano
Il socialismo cristiano è una posizione politica, religiosa e culturale che si propone di coniugare i principi fondamentali del socialismo democratico con il solidarismo cristiano-sociale, considerata anche filosofia morale da determinate aree socialdemocratiche. Può essere ricondotto alla famiglia dei socialismi religiosi.

## Il socialismo cristiano nel mondo
Numerosi movimenti dalle analoghe strategie e finalità sono membri della Lega Internazionale di Socialisti Religiosi, operante in 21 paesi, per un totale di 200.000 membri. Uno degli esponenti di maggior spicco della Lega dei Socialisti Religiosi è stato lo svizzero Leonhard Ragaz, alle cui posizioni guardano ancora oggi diversi ambienti, alcuni dei quali appartenenti alle Chiese riformate e al Partito Socialista Svizzero.
Il fenomeno del socialismo cristiano era massimamente comune tra missionari cristiani in Cina, ed alcuni – in qualità di cristiani – aderirono anche a movimenti comunisti. Famoso fu James Gareth Endicott, che è diventato sostenitore attivo della lotta del Partito Comunista della Cina negli anni trenta e quaranta. Tuttavia, i socialisti cristiani in genere rifuggono la compromissione con il comunismo e scelgono normalmente l'adesione a partiti socialdemocratici.
In favore di un socialismo cristiano si espresse negli anni venti lo svizzero Mosè Bertoni.
Attualmente tale corrente è significativa in America Latina, dove talvolta soggetti di ispirazione cristiana sono inoltre legati agli insegnamenti della Teologia della Liberazione.
Ancora oggi numerosi gruppi di socialisti cristiani hanno piena agibilità nei partiti aderenti all'Internazionale Socialista e al Partito del Socialismo Europeo.

## Il socialismo cristiano in Italia
Nel gergo politico italiano si è soliti distinguere i "socialisti cristiani" dai "cristiano-sociali". 
Il pastore metodista italiano Lucio Schirò (1877-1961) tentò con esiti interessanti di conciliare Cristianesimo e socialismo in un Socialismo evangelico, aderendo al Partito Socialista Italiano..
I "socialisti cristiani", soprattutto negli anni sessanta e settanta, erano considerati i cristiani che aderivano al pensiero marxista, nella sua accezione socialista, depurandolo dagli eccessi rivoluzionari, dall'estremismo di sinistra e dalle posizioni anticlericali. A differenza dei socialisti cristiani, che sono socialisti credenti, i "cristiano-sociali" si esprimono in seno alle correnti riformiste del pensiero politico democristiano.
Esempi di socialismo cristiano in Italia sono stati:
- il Partito Cristiano Sociale (1945-1948) di Gerardo Bruni che partecipò all'Assemblea Costituente e alle elezioni politiche del 1948 schierandosi in modo autonomo a sinistra
- il Partito della Sinistra Cristiana (già denominato Movimento dei Cattolici Comunisti)[6] di Franco Rodano[7] di  che fin dal dicembre 1945 confluì convintamente nel Partito Comunista Italiano (PCI)
- alcune aree del Partito Socialista Italiano (PSI) che nel 1973 costituirono in Italia il Movimento Cristiani per il Socialismo sull'onda di un analogo movimento nato l'anno precedente nel Cile di Salvador Allende (tra i promotori Livio Labor e il sacerdote salesiano Giulio Girardi)Partito della Sinistra Cristiana
- il movimento Cristiani per il socialismo[8].

Oggi sono prevalentemente espressione del socialismo cristiano i Cristiano Sociali, movimento politico formato da esponenti della sinistra della Democrazia Cristiana (Ermanno Gorrieri), insieme a socialisti cristiani provenienti dal PSI (Pierre Carniti, Emilio Gabaglio, etc.) e a esponenti dell'associazionismo cattolico (Giorgio Tonini, Stefano Ceccanti, Mimmo Lucà). Tale movimento di ispirazione cristiana si inscrive esplicitamente nell'ambito del socialismo europeo, al punto che nel 1998 è confluito, unitamente al Partito Democratico della Sinistra (PDS), alla Federazione Laburista, alla Sinistra Repubblicana, e ai Comunisti Unitari, nei Democratici di Sinistra (DS) e successivamente nel Partito Democratico (PD).